# Izmalkovskij rajon
L'Izmalkovskij rajon (in russo Измалковский район?) è un rajon dell'Oblast' di Lipeck, nella Russia europea; il capoluogo è Izmalkovo. Istituito il 30 luglio 1928, ricopre una superficie di 1.130 chilometri quadrati.